# Reg Prentice
Reginald „Reg“ Ernest Prentice, Baron Prentice, PC, Kt (* 16. Juli 1923 in Croydon, Surrey; † 18. Januar 2001 in Middenhall, Wiltshire) war ein britischer Politiker der Labour Party sowie seit 1977 der Conservative Party, der von 1957 bis 1987 Abgeordneter des Unterhauses (House of Commons) sowie mehrmals Minister war. Am 30. Januar 1992 wurde er aufgrund des Life Peerages Act 1958 als Life Peer mit dem Titel Baron Prentice, of Daventry in the County of Northamptonshire, in den Adelsstand der Peerage of the United Kingdom erhoben und gehörte dadurch bis zu seinem Tode als Mitglied dem Oberhaus (House of Lords) an.

## Leben

### Zweiter Weltkrieg, Gewerkschaftsfunktionär und Unterhausabgeordneter
Reginald „Reg“ Ernest Prentice, Sohn von Ernest George Prentice und dessen Ehefrau Elizabeth Prentice, leistete nach dem Besuch der 1596 gegründeten Whitgift School in South Croydon während des Zweiten Weltkrieges von 1942 bis 1946 Militärdienst in der Royal Artillery und wurde 1943 zum Leutnant (Second Lieutenant) befördert. Nach Kriegsende absolvierte er ein Studium an der London School of Economics (LSE), welches er mit einem Bachelor of Science (B.Sc.) beendete. 1950 begann er seine berufliche Laufbahn als Mitarbeiter der Transportarbeitergewerkschaft TGWU (Transport and General Workers Union), für die er bis 1957 tätig war.
Nach dem Tode von Percy Daines am 3. März 1957 wurde Prentice für die Labour Party bei der dadurch notwendigen Nachwahl (By-election) im Wahlkreis East Ham North am 3. Mai 1957 erstmals zum Abgeordnete des Unterhauses (House of Commons) gewählt, wobei er sich mit 12.546 Stimmen (56,26 Prozent) deutlich gegen seinen Gegenkandidaten von der Conservative Party, John Henry Samuel Bangay, durchsetzen konnte, auf den 6.567 Wählerstimmen (29,45 Prozent) entfielen. Er wurde bei den darauf folgenden Unterhauswahlen jeweils mit deutlicher absoluter Mehrheit wiedergewählt und vertrat den Wahlkreis East Ham North bis zu dessen Auflösung am 28. Februar 1974. 1961 wurde er zudem England (Justice of the Peace) für Croydon.

### Ministerämter in den Kabinetten Wilson und Callaghan
Nach dem Sieg der Labour Party bei der Unterhauswahl am 15. Oktober 1964 wurde Reg Prentice von Premierminister Harold Wilson am 20. Oktober 1964 als Staatsminister im Ministerium für Bildung und Wissenschaft (Minister of State for Education and Science) in dessen erstes Kabinett berufen und bekleidete dieses Amt bis zur Kabinettsumbildung am 6. April 1966, woraufhin Goronwy Roberts seine Nachfolge antrat. Er selbst wurde im Zuge dieser Regierungsumbildung am 6. April 1966 als Nachfolger von Charles Pannell Minister für öffentliche Gebäude und Arbeiten (Minister of Public Buildings and Works) und hatte dieses Amt bis zu seiner Ablösung durch Bob Mellish am 29. August 1967 inne. Als solcher wurde er am 6. April 1966 auch Mitglied des Geheimen Kronrates (Privy Council). Daraufhin wurde er wiederum am 29. August 1967 Nachfolger von Arthur Bottomley als Minister für überseeische Entwicklung (Minister of Overseas Development), wobei dieses Ministeramt formell nicht dem eigentlichen Kabinett angehörte. Er übte diese Funktion bis zu seiner Ablösung durch Judith Hart im Zuge einer weiteren Umbildung des ersten Kabinett Wilson am 6. Oktober 1969 aus. Zuletzt wurde er am 6. Oktober 1969 Staatsminister im Technologieministerium (Minister of State for Technology), bekleidete dieses Amt jedoch nur vier Tage lang bis zum 10. Oktober 1969.
Prentice, der zwischen 1970 und 1971 auch Alderman (Beigeordneter) des Greater London Council (GLC) war, wurde bei der Wahl vom 28. Februar 1974 für die Labour Party wieder zum Abgeordneten des Unterhauses gewählt, wobei er dieses Mal im neu geschaffenen Wahlkreis Newham North East antrat. Er konnte sich erneut mit 24.200 Stimmen (54,4 Prozent) deutlich gegen seinen Gegenkandidaten von der Conservative Party T. J. Stroud (10.869 Stimmen, 24,4 Prozent) sowie die weiteren Gegenbewerber durchsetzen, darunter die Schauspielerin Vanessa Redgrave, die für die trotzkistische Workers Revolutionary Party 760 Stimmen (1,7 Prozent) gewann.
Nach dem Wahlsieg bei den Unterhauswahlen am 28. Februar 1974 wurde Reg Prentice zunächst zum Minister für Bildung und Wissenschaft (Secretary of State for Education and Science) zweiten Kabinett von Premierminister Wilson ernannt. Im Zuge einer Regierungsumbildung übernahm er am 10. Juni 1975 von Judith Hart erneut den Posten als Minister für überseeische Entwicklung, während Frederick Mulley sein Nachfolger als Minister für Bildung und Wissenschaft wurde. Das Amt als Minister für überseeische Entwicklung bekleidete er ab dem 8. April 1976 auch in der darauf folgenden Regierung von Premierminister James Callaghan bis zum 21. Dezember 1976 und wurde dann von Frank Judd abgelöst.

### Wechsel zur Conservative Party, Kabinett Thatcher und Oberhausmitglied
1975 wurde Prentice von dem Labour-Verband seines Wahlkreises Newham North East nicht für die nächsten Unterhauswahlen aufgestellt, sondern Ron Leighton. Nachdem sein Antrag an das Nationale Exekutivkomitee NEC (National Executive Committee) zur Aufhebung dieser Entscheidung auf dem Parteitag der Labour Party (Labour Party Conference) vom 27. September bis 1. Oktober 1976 in Blackpool abgelehnt wurde, schied er nach einer Reihe weiterer parteiinterner Konflikte aus der Labour Party aus und wechselte 1977 schließlich als Abgeordneter des Unterhauses zur Conservative Party, was zu einer Krise in der nunmehrigen Regierung Callaghan sowie in der Labour Party führte.
Für die Conservative Party bewarb sich Reg Prentice bei der Wahl am 3. Mai 1979 erfolgreich im Wahlkreis Daventry für eine Wiederwahl ins Unterhaus, wo er Nachfolger von Arthur Jones wurde. Bei dieser Wahl konnte er sich mit 41.422 Stimmen (56,61 Prozent) deutlich gegen den Labour-Kandidaten J. L. Rawlings durchsetzen, auf den 10.939 Wählerstimmen (27,25 Prozent) entfielen. Nachdem die konservativen Tories die Unterhauswahl vom 3. Mai 1979 gewonnen hatte, übernahm er im ersten Kabinett von Premierministerin Margaret Thatcher vom 7. Mai 1979 bis zu seiner Ablösung durch Hugh Rossi am 5. Januar 1981 das Amt als Staatsminister für soziale Sicherheit (Minister of State for Social Security) im Ministerium für Gesundheit und soziale Sicherheit, welches von Patrick Jenkin geleitet wurde. Bei der Wahl vom 9. Juni 1983 wurde er für die Conservative Party im Wahlkreis Daventry wiedergewählt und konnte sich auch dieses Mal mit 26.357 Stimmen (53,33 Prozent) mit einer absoluten Mehrheit gegen den Kandidaten der Social Democratic Party (SDP) D. Collins (13.221 Wählerstimmen, 26,75 Prozent) durchsetzen, während der Bewerber der Labour Party D. Middleton mit 9.840 Stimmen (19,91 Prozent) nur Drittplatzierter wurde. Prentice gehörte dem House of Commons bis zu seinem Verzicht auf eine erneute Kandidatur bei der Unterhauswahl am 11. Juni 1987 an und schied damit nach dreißig Jahren aus dem Unterhaus aus. Für seine Verdienste wurde er am 8. Dezember 1987 zum Knight Bachelor (Kt) geschlagen und führte seither den Namenszusatz „Sir“.
Durch ein Letters Patent vom 30. Januar 1992 wurde Reginald „Reg“ Ernest Prentice schließlich aufgrund des Life Peerages Act 1958 als Life Peer mit dem Titel Baron Prentice, of Daventry in the County of Northamptonshire, in den Adelsstand der Peerage of the United Kingdom erhoben und gehörte dadurch bis zu seinem Tode als Mitglied dem Oberhaus (House of Lords) an. Aus seiner 1948 geschlossenen Ehe mit Vera May Joan Godwin ging die 1951 geborene Tochter Christine Ann Prentice hervor.

## Veröffentlichungen
- Social Welfare and the Citizen, 1957
- Right Turn, 1978

## Hintergrundliteratur
- Geoff Horn: Crossing the Floor: Reg Prentice and the Crisis of British Social Democracy, Manchester University Press, 2013, ISBN 978-0719-0-8869-8